# Berge (Bassa Sassonia)
Berge è un comune di 3.723 abitanti della Bassa Sassonia, in Germania.
Appartiene al circondario (Landkreis) di Osnabrück (targa OS) ed è parte della comunità amministrativa (Samtgemeinde) di Fürstenau.